# European Merchant Services
European Merchant Services (EMS) is een Nederlandse transactieverwerker gevestigd in Amsterdam Zuid-Oost. EMS, opgericht in 2005, is onderdeel van het Amerikaanse Fiserv. EMS verzorgt de transactieverwerking van bedrijven met een fysieke winkel en/of webwinkel. Daarnaast biedt EMS verschillende betaalautomaten aan, waaronder Clover.
EMS verwerkt de transacties van verschillende betaalkaarten en creditkaarten. De betaalkaarten van Maestro, V PAY en Bancontact en de creditkaarten van Visa, MasterCard, American Express, Diners/Discover, UnionPay en JCB. Daarnaast verwerkt EMS de online betaalmethoden iDEAL, Klarna en PayPal. 